# 勒库尔
勒库尔（法語：Le Cours，法語發音：[lə kuʁ]）是法国莫尔比昂省的一个市镇，属于瓦讷区。

## 地理
勒库尔（47°44'30"N, 2°30'5"W）面积15.63 平方千米，位于法国布列塔尼大區莫尔比昂省，该省份为法国西北部沿海省份，位于布列塔尼半岛南部，北起阿摩尔滨海省、西接菲尼斯泰尔省，南濒大西洋，东南接大西洋卢瓦尔省，东临伊勒-维莱讷省。
与勒库尔接壤的市镇（或旧市镇、城区）包括：圣吉约马尔、莫拉克、拉雷、埃尔旺、特雷迪永。

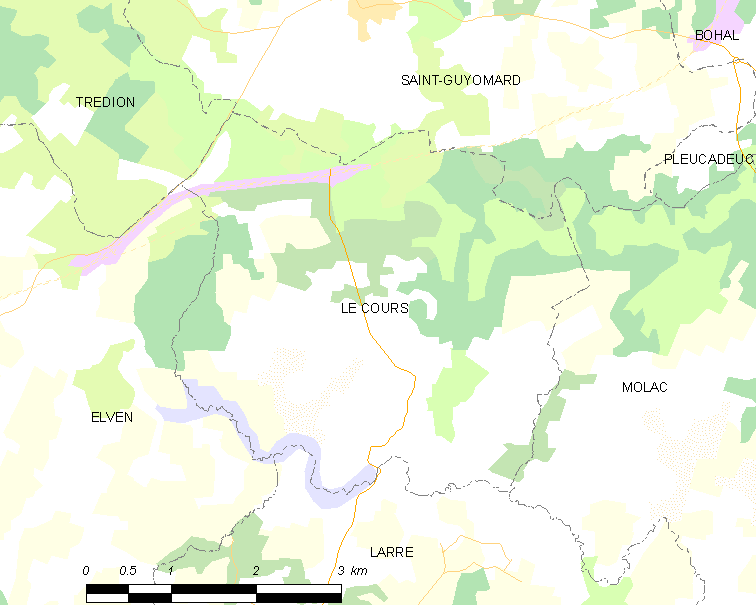
勒库尔的OSM定位图

勒库尔的时区为UTC+01:00、UTC+02:00（夏令时）。

## 行政
勒库尔的邮政编码为56230，INSEE市镇编码为56045。

## 政治
勒库尔所属的省级选区为凯斯唐贝尔县。

## 人口

1962-2008年间勒库尔人口变化图示

勒库尔于2022年1月1日时的人口数量为673人。